# Albert Douglas

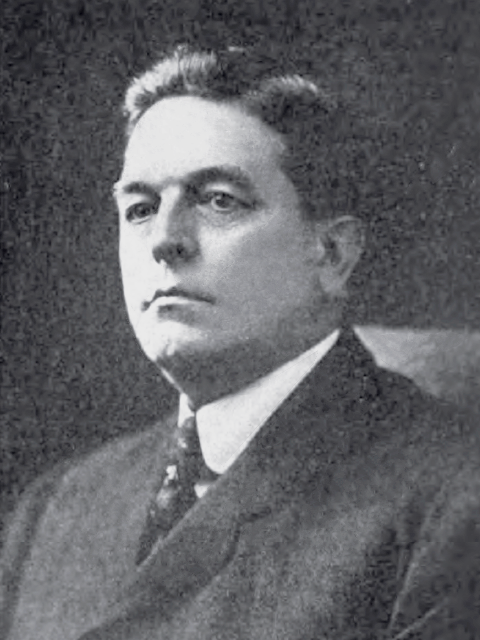
Albert Douglas

Albert Douglas (* 25. April 1852 in Chillicothe, Ohio; † 14. März 1935 in Washington, D.C.) war ein US-amerikanischer Politiker. Zwischen 1907 und 1911 vertrat er den Bundesstaat Ohio im US-Repräsentantenhaus.

## Werdegang
Albert Douglas besuchte die öffentlichen Schulen seiner Heimat und danach bis 1872 das Kenyon College in Gambier. Nach einem anschließenden Jurastudium an der Harvard University und seiner 1874 erfolgten Zulassung als Rechtsanwalt begann er in Chillicothe in diesem Beruf zu arbeiten. Zwischen 1877 und 1881 fungierte er als Staatsanwalt im dortigen Ross County. Gleichzeitig schlug er als Mitglied der Republikanischen Partei eine politische Laufbahn ein.
Bei den Kongresswahlen des Jahres 1906 wurde Douglas im elften Wahlbezirk von Ohio in das US-Repräsentantenhaus in Washington gewählt, wo er am 4. März 1907 die Nachfolge von Charles H. Grosvenor antrat. Nach einer Wiederwahl konnte er bis zum 3. März 1911 zwei Legislaturperioden im Kongress absolvieren. Im Jahr 1910 wurde er nicht wiedergewählt. Nach seiner Zeit im US-Repräsentantenhaus praktizierte Douglas wieder als Anwalt in Chillicothe. Im Jahr 1921 war er während der 100-Jahr-Feier der Unabhängigkeit Perus amerikanischer Sonderbotschafter in diesem Land. Anschließend zog er sich in den Ruhestand zurück, den er in der Bundeshauptstadt Washington verbrachte. Dort ist er am 14. März 1935 auch verstorben.